# ATP World Tour Finals 2011
De ATP World Tour Finals 2011 werd in Londen gehouden, dat voor de derde keer de gaststad was. Het toernooi werd van 20 tot 27 november 2011 in The O2 Arena op hardcourtbanen gespeeld. Het deelnemersveld bestond uit de beste acht spelers/dubbels op de ATP Rankings.
De titelverdediger in het enkelspel Roger Federer verdedigde met succes zijn titel door in de finale Jo-Wilfried Tsonga te verslaan.
In het dubbelspel won het duo Daniel Nestor en Maks Mirni de titel door in de finale het Poolse koppel Mariusz Fyrstenberg en Marcin Matkowski te verslaan.

## Enkelspel

### Deelnemers
De acht spelers die meedoen met het toernooi zijn:
| Nr. | Speler             | Ranking | Prestatie    |
| --- | ------------------ | ------- | ------------ |
| 1.  | Novak Đoković      | 1       | Round Robin  |
| 2.  | Rafael Nadal       | 2       | Round Robin  |
| 3.  | Andy Murray        | 3       | Round Robin  |
| 4.  | Roger Federer      | 4       | Winnaar      |
| 5.  | David Ferrer       | 5       | Halve finale |
| 6.  | Jo-Wilfried Tsonga | 6       | Runner-up    |
| 7.  | Tomáš Berdych      | 7       | Halve finale |
| 8.  | Mardy Fish         | 8       | Round Robin  |
| 9   | Janko Tipsarević*  | 9       | Round Robin  |

- ) Als vervanger van Andy Murray.

### Prijzengeld en ATP-punten
| Resultaat                     | Prijzengeld | ATP-punten |
| ----------------------------- | ----------- | ---------- |
| Winnaar                       | + $ 770.000 | + 500      |
| Finale                        | + $ 380.000 | + 400      |
| Round Robin (3 overwinningen) | $ 480.000   | 600        |
| Round Robin (2 overwinningen) | $ 360.000   | 400        |
| Round Robin (1 overwinning)   | $ 240.000   | 200        |
| Round Robin (3 nederlagen)    | $ 120.000   | 0          |
| Vervangers                    | $ 70.000    | -          |

### Groepsfase

#### Groep A
| # | Speler               | Wedstrijd W - V | Sets W - V | Games W - V |
| - | -------------------- | --------------- | ---------- | ----------- |
| 1 | Tomáš Berdych (7)    | 2-1             | 5-4        | 46-43       |
| 2 | David Ferrer (5)     | 2-1             | 5-2        | 37-29       |
| 3 | Novak Đoković (1)    | 1-2             | 3-5        | 32–42       |
| 4 | Janko Tipsarević (9) | 1-1             | 3-3        | 30–27       |
| 5 | Andy Murray (3)      | 0-1             | 0-2        | 9-13        |

Uitslagen
|                  |                  | Uitslag          |
| ---------------- | ---------------- | ---------------- |
| Andy Murray      | David Ferrer     | 4–6, 5–7         |
| Novak Đoković    | Tomáš Berdych    | 3-6, 6-3, 7-6(3) |
| Janko Tipsarević | Tomáš Berdych    | 6–2, 3–6, 6–7(6) |
| David Ferrer     | Novak Đoković    | 6-3, 6-1         |
| Novak Đoković    | Janko Tipsarević | 6–3, 3–6, 3–6    |
| David Ferrer     | Tomáš Berdych    | 6–3, 5–7, 1–6    |

#### Groep B
| # | Speler                 | Wedstrijd W - V | Sets W - V | Games W - V |
| - | ---------------------- | --------------- | ---------- | ----------- |
| 1 | Roger Federer (4)      | 3-0             | 6-2        | 41-25       |
| 2 | Jo-Wilfried Tsonga (6) | 2-1             | 5-3        | 42-36       |
| 3 | Rafael Nadal (2)       | 1-2             | 3-5        | 34-43       |
| 4 | Mardy Fish (8)         | 0-3             | 2-6        | 31-44       |

Uitslagen 
|                    |                    | Uitslag          |
| ------------------ | ------------------ | ---------------- |
| Roger Federer      | Jo-Wilfried Tsonga | 6-2, 2-6, 6-4    |
| Rafael Nadal       | Mardy Fish         | 6-2, 3-6, 7-6(3) |
| Jo-Wilfried Tsonga | Mardy Fish         | 7-6(4), 6-1      |
| Rafael Nadal       | Roger Federer      | 3-6, 0-6         |
| Roger Federer      | Mardy Fish         | 6–1, 3–6, 6–3    |
| Rafael Nadal       | Jo-Wilfried Tsonga | 6–7(2), 6–4, 3–6 |

### Halve finales
|                   |                        | Uitslag  |
| ----------------- | ---------------------- | -------- |
| Roger Federer (4) | David Ferrer (5)       | 7-5, 6-3 |
| Tomáš Berdych (7) | Jo-Wilfried Tsonga (6) | 3-6, 5-7 |

### Finale
|                   |                        | Uitslag          |
| ----------------- | ---------------------- | ---------------- |
| Roger Federer (4) | Jo-Wilfried Tsonga (6) | 6-3, 6-7(6), 6-3 |

## Dubbelspel

### Deelnemers
De acht dubbels die meedoen met het toernooi zijn:
| Nr. | Speler                               | Ranking | Prestatie    |
| --- | ------------------------------------ | ------- | ------------ |
| 1.  | Bob Bryan Mike Bryan                 | 1       | Halve finale |
| 2.  | Michaël Llodra Nenad Zimonjić        | 2       | Round Robin  |
| 3.  | Maks Mirni Daniel Nestor             | 3       | Winnaars     |
| 4.  | Mahesh Bhupathi Leander Paes         | 4       | Halve finale |
| 5.  | Rohan Bopanna Aisam-ul-Haq Qureshi   | 5       | Round Robin  |
| 6.  | Robert Lindstedt Horia Tecău         | 6       | Round Robin  |
| 7.  | Jürgen Melzer Philipp Petzschner     | 7       | Round Robin  |
| 8.  | Mariusz Fyrstenberg Marcin Matkowski | 8       | Runners-up   |

### Prijzengeld en ATP-punten
| Resultaat                     | Prijzengeld | ATP-punten |
| ----------------------------- | ----------- | ---------- |
| Winnaars                      | + $ 125.000 | + 500      |
| Finale                        | + $ 30.000  | + 400      |
| Round Robin (3 overwinningen) | $ 122.500   | 600        |
| Round Robin (2 overwinningen) | $ 100.000   | 400        |
| Round Robin (1 overwinning)   | $ 87.500    | 200        |
| Round Robin (3 nederlagen)    | $ 65.000    | 0          |
| Vervangers                    | $ 25.000    | -          |

### Groepsfase

#### Groep A
| # | Speler                                   | Wedstrijd W - V | Sets W - V | Games W - V |
| - | ---------------------------------------- | --------------- | ---------- | ----------- |
| 1 | Mahesh Bhupathi (4) Leander Paes (4)     | 2-1             | 4-2        | 32-27       |
| 2 | Bob Bryan (1) Mike Bryan (1)             | 2-1             | 4-3        | 32-27       |
| 3 | Jürgen Melzer (7) Philipp Petzschner (7) | 1-2             | 3-4        | 32-34       |
| 4 | Robert Lindstedt (6) Horia Tecău (6)     | 1-2             | 2-4        | 23-31       |

Uitslagen
|                              |                                  | Uitslag             |
| ---------------------------- | -------------------------------- | ------------------- |
| Mahesh Bhupathi Leander Paes | Robert Lindstedt Horia Tecău     | 6–7(6), 1–6         |
| Bob Bryan Mike Bryan         | Jürgen Melzer Philipp Petzschner | 6–7(4), 7–5, [10–7] |
| Mahesh Bhupathi Leander Paes | Jürgen Melzer Philipp Petzschner | 7–5, 6–3            |
| Robert Lindstedt Horia Tecău | Bob Bryan Mike Bryan             | 1–6, 2–6            |
| Robert Lindstedt Horia Tecău | Jürgen Melzer Philipp Petzschner | 3–6, 4–6            |
| Bob Bryan Mike Bryan         | Mahesh Bhupathi Leander Paes     | 4–6, 2–6            |

#### Groep B
| # | Speler                                       | Wedstrijd W - V | Sets W - V | Games W - V |
| - | -------------------------------------------- | --------------- | ---------- | ----------- |
| 1 | Maks Mirni (3) Daniel Nestor (3)             | 3-0             | 6-2        | 35-28       |
| 2 | Mariusz Fyrstenberg (8) Marcin Matkowski (8) | 2-1             | 4-3        | 31-26       |
| 3 | Michaël Llodra (2) Nenad Zimonjić (2)        | 1-2             | 4-4        | 33-32       |
| 4 | Rohan Bopanna (5) Aisam-ul-Haq Qureshi (5)   | 0-3             | 1-6        | 24-37       |

Uitslagen 
|                                    |                                      | Uitslag             |
| ---------------------------------- | ------------------------------------ | ------------------- |
| Maks Mirni Daniel Nestor           | Rohan Bopanna Aisam-ul-Haq Qureshi   | 7-6(2), 4-6, [11-9] |
| Michaël Llodra Nenad Zimonjić      | Mariusz Fyrstenberg Marcin Matkowski | 4-6, 7-5, [9-11]    |
| Michaël Llodra Nenad Zimonjić      | Rohan Bopanna Aisam-ul-Haq Qureshi   | 7-6(6), 6-3         |
| Maks Mirni Daniel Nestor           | Mariusz Fyrstenberg Marcin Matkowski | 6-4, 6-3            |
| Rohan Bopanna Aisam-ul-Haq Qureshi | Mariusz Fyrstenberg Marcin Matkowski | 2-6, 1-6            |
| Michaël Llodra Nenad Zimonjić      | Maks Mirni Daniel Nestor             | 6-4, 3-6, [7-10]    |

### Halve finales
|                                      |                                              | Uitslag          |
| ------------------------------------ | -------------------------------------------- | ---------------- |
| Mahesh Bhupathi (4) Leander Paes (4) | Mariusz Fyrstenberg (8) Marcin Matkowski (8) | 4-6, 6-4, [6-10] |
| Maks Mirni (3) Daniel Nestor (3)     | Bob Bryan (1) Mike Bryan (1)                 | 7-6(8), 6-4      |

### Finale
|                                              |                                  | Uitslag  |
| -------------------------------------------- | -------------------------------- | -------- |
| Mariusz Fyrstenberg (8) Marcin Matkowski (8) | Maks Mirni (3) Daniel Nestor (3) | 5-7, 3-6 |